# 平原镇 (新乡市)
平原乡，是中华人民共和国河南省新乡市卫滨区下辖的一个乡镇级行政单位。

## 行政区划
平原乡下辖以下地区：
西高村、南高村、八里营村、沈小营村、路庄村、唐庄村、朱召村、金家营村、八里铺村、十五里堡村、西水东村、东水东村、水南村、水南营村、中召村、元庄村、王固城村、张固城村、丁固城村、洛丝潭村、十里铺村、王湾村、李村、赵村、贾屯村和梁任旺村。